# Benachiba Chelia
Pour les articles homonymes, voir Benaicha.
Benachiba Chelia également appelé Benaicha Chelia est une commune de la wilaya de Sidi Bel Abbès en Algérie.

## Géographie

### Situation
| Boukhanafis      | Amarnas               | Tenira     |
| Sidi Ali Benyoub | Benachiba Chelia      | Tenira     |
| Mezaourou        | Mezaourou; Teghalimet | Teghalimet |

### Lieux-dits, hameaux, et quartiers
La commune de Benachiba Chelia est constituée de plusieurs villages (ou douars) :
- Benachiba Chelia
- Tanezera
- Louza